# Завітне (Каховський район)
Завітне — селище в Україні, у Каховському районі Херсонської області. Населення становить 81 осіб. 24 лютого 2022 року село тимчасово окуповане російськими військами під час російсько-української війни.

## Населення

### Мова
Розподіл населення за рідною мовою за даними перепису 2001 року:
| Мова       | Кількість | Відсоток |
| ---------- | --------- | -------- |
| українська | 60        | 74.07%   |
| російська  | 18        | 22.23%   |
| білоруська | 3         | 3.70%    |
| Усього     | 81        | 100%     |